# 砂漠の鷹
『砂漠の鷹』（さばくのたか、原題：The Desert Hawk）は1950年のアメリカ合衆国の映画。出演はイヴォンヌ・デ・カーロ、リチャード・グリーンなど。

## キャスト
- シェラザード：イヴォンヌ・デ・カーロ
- オーマー / 砂漠の鷹：リチャード・グリーン
- アラディン：ジャッキー・グリーソン
- ムラード：ジョージ・マクレディ（英語版）
- Captain Ras：ロック・ハドソン
- Ahmed Bey：フランク・パグリア（英語版）
- マイケル・アンサラ
- ロバート・J・ウィルク（英語版）

## スタッフ
- 監督：フレデリック・デ・コルドヴァ
- 製作：レオナルド・ゴールドスタイン
- 脚本：ジェラルド・ドレイソン・アダムズ
- 原案：オーブリー・ウィスバーグ、ジャック・ポレックスフェン
- 撮影：ラッセル・メティ
- 編集：オットー・ルドウィグ、ダニエル・A・ネイサン
- 音楽：フランク・スキナー